# Márton Dárdai
Márton Dárdai (Berlijn, 12 februari 2002) is een voetballer met zowel de Duitse als de Hongaarse nationaliteit die doorgaans als centrale verdediger speelt. In november 2020 debuteerde hij in het betaald voetbal voor Hertha BSC in de Bundesliga. Hij staat nog steeds onder contract bij de club uit de Duitse hoofdstad. In maart 2024 maakte hij zijn debuut voor Hongarije.

## Clubloopbaan

### Jeugd
Dárdai begon met voetballen bij Seeburger SV. In 2012 kwam hij vervolgens te spelen bij 1. FC Wilmersdorf om na drie jaar in de jeugdacademie van Hertha BSC terecht te komen.
In het seizoen 2017/18 kwam Dárdai bij de B-junioren terecht. Op 2 september 2017 speelde hij in deze leeftijdscategorie zijn eerste wedstrijd tijdens de thuiswedstrijd tegen de leeftijdsgenoten van Eintracht Braunschweig. In de met 5-1 gewonnen wedstrijd kwam hij in de 60e minuut in de ploeg. Gaandeweg het seizoen lukte het hem om zich in de ploeg te spelen waardoor hij in 16 wedstrijden in actie kwam. In zijn tweede seizoen (2018/19) werd Dárdai door jeugdtrainer Andreas Neuendorf aanvoerder gemaakt. In deze rol maakte hij op 8 december 2018 zijn eerste doelpunt bij de B-junioren in de 1-2 gewonnen uitwedstrijd tegen Holstein Kiel. In de 41e minuut maakte hij uit een vrije schop de 1-1 gelijkmaker.
In het seizoen 2019/20 kwam Dárdai bij de A-junioren terecht waar hij op 21 september zijn debuut maakte tijdens de uitwedstrijd tegen de leeftijdsgenoten van 1. FC Magdeburg. Hij kwam in de 63e minuut in de ploeg. Hij kwam daarnaast drie keer in actie bij het tweede elftal. Het werd een kort seizoen omdat in maart 2020 de competitie werd stopgezet als gevolg van de maatregelen tegen COVID-19. Doordat de wedstrijden in de Bundesliga na een kort stop hervat werden zat hij regelmatig bij het eerste elftal op de reservebank gedurende deze periode. In het seizoen 2020/21 maakte hij de overstap naar de senioren. Tijdens zijn jeugdjaren waren onder andere Lazar Samardžić, Ransford Königsdörffer, Omar Rekik en Luca Netz zijn ploeggenoten.

### Hertha BSC
Op 14 februari 2020 maakte Dárdai zijn eerste speelminuten bij de senioren tijdens een wedstrijd van het tweede elftal. Hij startte in de basis in de Regionalliga Nordost in het met 2-0 gewonnen duel tegen ZFC Meuselwitz. Vanwege het stopzetten van de competitie van zowel het tweede als de jeugd voegde hoofdcoach Bruno Labbadia hem op 25 mei tijdens de thuiswedstrijd tegen 1. FC Union Berlin voor de eerste keer als A-junior aan de selectie van het eerste elftal toe. In het Olympiastadion zat hij samen met onder andere Maximilian Mittelstädt en Javairô Dilrosun op de reservebank. Hij kwam die avond en ook de rest van het seizoen niet in de ploeg.
In het seizoen 2020/21 maakte Dárdai de overstap naar de senioren. Op basis van een sterke voorbereiding werd hij aan de eerste selectie toegevoegd waar hij op 7 november zijn debuut in het profvoetbal maakte in de Bundesliga tijdens de uitwedstrijd tegen FC Augsburg. Hij kwam in de 92e minuut in het veld voor Dedryck Boyata. Wegens tegenvallende resultaten werd Labbadia ontslagen en werd opgevolgd door Dárdai's vader Pál. Kort daarop liet deze hem in de 22e competitieronde zijn basisdebuut maken in de thuiswedstrijd tegen RB Leipzig. In de met 0-3 verloren wedstrijd speelde hij 90 minuten. Vader en zoon Dárdai eindigden dit seizoen op de 14e plaats met Hertha. In de zomer van 2021 tekende Márton Dárdai een vierjarig contract tot 2025. Zijn tweede seizoen (2021/22) kenmerkte zich door een groot aantal verschillende blessures. Een seizoen waarin Hertha zich ternauwernood wist te handhaven door in de play-offs Hamburger SV in twee wedstrijden te verslaan. Wegens een bovenbeenblessure moest Dárdai deze wedstrijden aan zich voorbij laten gaan.
In zijn derde seizoen (2022/23) kreeg Dárda met Sandro Schwarz een nieuwe trainer. Een trainer onder wie hij zich niet wist op te werken tot een vaste basisspeler. Op 12 februari 2023 maakte hij op zijn verjaardag tijdens de met 4-1 gewonnen thuiswedstrijd tegen Borussia Mönchengladbach zijn eerste doelpunt in het shirt van Hertha BSC. In de 52e minuut zette hij na een voorzet van Tolga Ciğerci zijn ploeg op een 2-1 voorsprong. Zijn kansen keerden toen zijn vader wegens tegenvallende resultaten het overnam van Schwarz. In de laatste zes wedstrijden lukte het hen niet om het tijd te keren waardoor Hertha BSC degradeerde naar de 2. Bundesliga. In zijn vierde seizoen (2023/24) kwam de echte doorbraak voor Dárdai en kon hij vanaf de start van de competitie op een basisplaats rekenen. De competitie kende een teleurstellend verloop waardoor een directe terugkeer naar het hoogste niveau al snel uit zicht verdween. Dárdai eindigde met Hertha op de 9e plaats. In de DFB-Pokal daarentegen werd na het uitschakelen van Carl Zeiss Jena, 1. FSV Mainz 05 en Hamburger SV de kwartfinale bereikt. Daarin bleek 1. FC Kaiserslautern met 1-3 te sterk.
In het seizoen 2024/25 kwam er met Cristian Fiél wederom een nieuwe trainer voor de groep. Onder de voormalige trainer van 1. FC Nürnberg bleef Dárda basisspeler en vormde hij samen met Linus Gechter het hart van de verdediging. Op 21 december werd hij voor de eerste keer in het betaald voetbal tijdens de uitwedstrijd tegen Hannover 96 uit het veld gestuurd. Hij kreeg van scheidsrechter Daniel Schlager twee keer een gele kaart en moest in de 89e minuut het veld verlaten.

## Clubstatistieken
| Seizoen                         | Club            | Competitie           | Competitie | Competitie | Beker | Beker | Internationaal | Internationaal | Overig | Overig | Totaal | Totaal |
| Seizoen                         | Club            | Competitie           | Wed.       | Dlp.       | Wed.  | Dlp.  | Wed.           | Dlp.           | Wed.   | Dlp.   | Wed.   | Dlp.   |
| ------------------------------- | --------------- | -------------------- | ---------- | ---------- | ----- | ----- | -------------- | -------------- | ------ | ------ | ------ | ------ |
| 2019/20                         | Hertha BSC II   | Regionalliga Nordost | 3          | 0          | 0     | 0     | 0              | 0              | 0      | 0      | 3      | 0      |
| 2020/21                         | Hertha BSC      | Bundesliga           | 12         | 0          | 0     | 0     | 0              | 0              | 3      | 0      | 15     | 0      |
| 2021/22                         | Hertha BSC      | Bundesliga           | 12         | 0          | 1     | 0     | 0              | 0              | 1      | 0      | 14     | 0      |
| 2022/23                         | Hertha BSC      | Bundesliga           | 17         | 1          | 0     | 0     | 0              | 0              | 0      | 0      | 17     | 1      |
| 2023/24                         | Hertha BSC      | 2.Bundesliga         | 29         | 0          | 4     | 0     | 0              | 0              | 0      | 0      | 33     | 0      |
| 2024/25                         | Hertha BSC      | 2.Bundesliga         | 19         | 0          | 3     | 0     | 0              | 0              | 0      | 0      | 22     | 0      |
| Carrière totaal                 | Carrière totaal | Carrière totaal      | 92         | 1          | 8     | 0     | 0              | 0              | 4      | 0      | 104    | 1      |
| Bijgewerkt tot 19 februari 2025 |                 |                      |            |            |       |       |                |                |        |        |        |        |

## Interlandloopbaan
Dárdai kwam uit voor diverse Duitse jeugdelftallen waarbij hij met Duitsland –17 en Duitsland –21 actief was op een eindronde. Hij kwam in totaal in 25 jeugdinterlands voor Duitsland in actie waarin hij eenmaal wist te scoren. Hij speelde in deze wedstrijden samen met onder andere Nick Woltemade, Maximilian Beier, Noah Atubolu en Malik Tillman. In januari 2024 werd bekend dat hij ervoor gekozen had om voor het nationale elftal van Hongarije te gaan voetballen. Op 23 maart 2024 maakte Dárdai zijn debuut voor de WK-finalist van 1938 en 1954 tijdens de oefeninterland tegen Turkije. Hij was namens Hongarije actief op het  Europees kampioenschap 2024. 

### Duitse jeugdelftallen
Dárdai maakte op 22 mei 2018 met Duitsland –16 zijn debuut tijdens de oefeninterland tegen zijn leeftijdsgenoten uit Frankrijk. Bondscoach Michael Feichtenbeiner liet hem starten als centrale verdediger in het met 2-3 gewonnen duel. Een paar maanden later maakte hij op 14 november zijn eerste doelpunt met Duitsland –17. In het met 1-4 gewonnen oefenduel tegen Ierland –17 maakte hij in de 88e minuut het vierde Duitse doelpunt.Met deze leeftijdscategorie was hij actief op de Europees kampioenschap 2019 in Ierland. Dárdai kwam met Duitsland niet verder dan de poulewedstrijden. Hij kwam alle drie de wedstrijden in actie. Een paar jaar later was hij met Duitsland –21 aanwezig op het Europees kampioenschap 2023 in Roemenië en Georgië. Wederom was de poulefase het eindstation. Dit keer kwam hij alleen de wedstrijd tegen Engeland –21 in actie. Op 21 november 2023 speelde Dárdai tijdens de met 3-1 gewonnen EK-kwalificatiewedstrijd tegen Polen –21 zijn laatste wedstrijd voor Duitsland. 
| Jeugdinterlands van Márton Dárdai voor Duitsland () | Jeugdinterlands van Márton Dárdai voor Duitsland () | Jeugdinterlands van Márton Dárdai voor Duitsland () | Jeugdinterlands van Márton Dárdai voor Duitsland () | Jeugdinterlands van Márton Dárdai voor Duitsland () | Jeugdinterlands van Márton Dárdai voor Duitsland () |
| №                                                   | Datum                                               | Wedstrijd                                           | Uitslag                                             | Soort Wedstrijd                                     | Doelpunten                                          |
| Als speler bij Duitsland –16                        | Als speler bij Duitsland –16                        | Als speler bij Duitsland –16                        | Als speler bij Duitsland –16                        | Als speler bij Duitsland –16                        | Als speler bij Duitsland –16                        |
| --------------------------------------------------- | --------------------------------------------------- | --------------------------------------------------- | --------------------------------------------------- | --------------------------------------------------- | --------------------------------------------------- |
| 1.                                                  | 22 mei 2018                                         | Frankrijk – Duitsland                               | 2 – 3                                               | Vriendschappelijk                                   |                                                     |
| Als speler bij Duitsland –17                        |                                                     |                                                     |                                                     |                                                     |                                                     |
| 1.                                                  | 7 september 2018                                    | Duitsland – Nederland                               | 2 – 2                                               | Vriendschappelijk                                   |                                                     |
| 2.                                                  | 9 september 2018                                    | Duitsland – Israël                                  | 2 – 0                                               | Vriendschappelijk                                   |                                                     |
| 3.                                                  | 11 september 2018                                   | Duitsland – Italië                                  | 2 – 2                                               | Vriendschappelijk                                   |                                                     |
| 4.                                                  | 13 oktober 2018                                     | Duitsland – Denemarken                              | 1 – 1                                               | Vriendschappelijk                                   |                                                     |
| 5.                                                  | 11 november 2018                                    | Engeland – Duitsland                                | 2 – 2                                               | Vriendschappelijk                                   |                                                     |
| 6.                                                  | 14 november 2018                                    | Ierland – Duitsland                                 | 1 – 4                                               | Vriendschappelijk                                   | Goal                                                |
| 7.                                                  | 8 februari 2019                                     | Portugal – Duitsland                                | 3 – 1                                               | Vriendschappelijk                                   |                                                     |
| 8.                                                  | 12 februari 2019                                    | Duitsland – Nederland                               | 1 – 3                                               | Vriendschappelijk                                   |                                                     |
| 9.                                                  | 20 maart 2019                                       | Duitsland – Wit-Rusland                             | 1 – 1                                               | EK-kwalificatie                                     |                                                     |
| 10.                                                 | 23 maart 2019                                       | Duitsland – IJsland                                 | 3 – 3                                               | EK-kwalificatie                                     |                                                     |
| 11.                                                 | 26 maart 2019                                       | Slovenië – Duitsland                                | 0 – 1                                               | EK-kwalificatie                                     |                                                     |
| 12.                                                 | 4 mei 2019                                          | Duitsland – Italië                                  | 1 – 3                                               | Europees kampioenschap 2019                         |                                                     |
| 13.                                                 | 7 mei 2019                                          | Spanje – Duitsland                                  | 1 – 0                                               | Europees kampioenschap 2019                         |                                                     |
| 14.                                                 | 10 mei 2019                                         | Oostenrijk – Duitsland                              | 1 – 3                                               | Europees kampioenschap 2019                         |                                                     |
| Als speler bij Duitsland –19                        |                                                     |                                                     |                                                     |                                                     |                                                     |
| 1.                                                  | 3 september 2020                                    | Polen – Duitsland                                   | 1 – 1                                               | Vriendschappelijk                                   |                                                     |
| 2.                                                  | 8 september 2020                                    | België – Duitsland                                  | 1 – 0                                               | Vriendschappelijk                                   |                                                     |
| Als speler bij Duitsland –21                        |                                                     |                                                     |                                                     |                                                     |                                                     |
| 1.                                                  | 25 maart 2022                                       | Duitsland – Letland                                 | 4 – 0                                               | EK-kwalificatie                                     |                                                     |
| 2.                                                  | 29 maart 2022                                       | Israël – Duitsland                                  | 0 – 1                                               | EK-kwalificatie                                     |                                                     |
| 3.                                                  | 3 juni 2022                                         | Duitsland – Hongarije                               | 4 – 0                                               | EK-kwalificatie                                     |                                                     |
| 4.                                                  | 27 september 2022                                   | Engeland – Duitsland                                | 3 – 1                                               | Vriendschappelijk                                   |                                                     |
| 5.                                                  | 19 november 2022                                    | Italië – Duitsland                                  | 2 – 4                                               | Vriendschappelijk                                   |                                                     |
| 6.                                                  | 28 juni 2023                                        | Engeland – Duitsland                                | 2 – 0                                               | Europees kampioenschap 2023                         |                                                     |
| 7.                                                  | 17 november 2023                                    | Duitsland – Estland                                 | 4 – 1                                               | EK-kwalificatie                                     |                                                     |
| 8.                                                  | 21 november 2023                                    | Duitsland – Polen                                   | 3 – 1                                               | EK-kwalificatie                                     |                                                     |
| Bijgewerkt tot 20 mei 2024                          |                                                     |                                                     |                                                     |                                                     |                                                     |

### Hongaars elftal
Op 23 maart 2024 maakte Dárdai zijn debuut in het nationale elftal van Hongarije tijdens de oefeninterland tegen Turkije. In de Puskás Aréna kwam hij in de 67e minuut in de ploeg voor Botond Balogh. Het duel werd met 1-0 gewonnen door een benutte strafschop van Dominik Szoboszlai. Een paar dagen later maakte hij zijn basisdebuut in de met 2-0 gewonnen oefenwedstrijd tegen Kosovo. Begin mei 2024 maakte bondscoach Marco Rossi bekend dat Dárdai was geselecteerd voor het Europees kampioenschap 2024. Hij kwam tijdens het toernooi driemaal in actie waarbij hij in de met 1-3 verloren groepswedstrijd tegen Zwitserland zijn debuut maakte op een eindtoernooi. Hij kwam in de 79e minuut in de ploeg voor Attila Szalai. Hij speelde daarnaast tegen Duitsland(2-0, verlies) en Schotland (1-0, winst) in actie. Hongarije werd door deze resultaten in de groepsfase uitgeschakeld.
| Interlands van Márton Dárdai voor Hongarije | Interlands van Márton Dárdai voor Hongarije | Interlands van Márton Dárdai voor Hongarije | Interlands van Márton Dárdai voor Hongarije | Interlands van Márton Dárdai voor Hongarije | Interlands van Márton Dárdai voor Hongarije |  |
| №                                           | Datum                                       | Wedstrijd                                   | Uitslag                                     | Soort Wedstrijd                             | Doelpunten                                  |  |
| ------------------------------------------- | ------------------------------------------- | ------------------------------------------- | ------------------------------------------- | ------------------------------------------- | ------------------------------------------- |  |
| 1.                                          | 22 maart 2024                               | Hongarije – Turkije                         | 1 – 0                                       | Vriendschappelijk                           |                                             |  |
| 2.                                          | 26 maart 2024                               | Hongarije – Kosovo                          | 2 – 0                                       | Vriendschappelijk                           |                                             |  |
| 3.                                          | 4 juni 2024                                 | Ierland – Hongarije                         | 2 – 1                                       | Vriendschappelijk                           |                                             |  |
| 4.                                          | 15 juni 2024                                | Hongarije – Zwitserland                     | 1 – 3                                       | Europees kampioenschap 2024                 |                                             |  |
| 5.                                          | 19 juni 2024                                | Duitsland – Hongarije                       | 1 – 3                                       | Europees kampioenschap 2024                 |                                             |  |
| 6.                                          | 23 juni 2024                                | Schotland – Hongarije                       | 0 – 1                                       | Europees kampioenschap 2024                 |                                             |  |
| 7.                                          | 7 september 2024                            | Duitsland – Hongarije                       | 5 – 0                                       | Nations League 2024/25 (Divisie A)          |                                             |  |
| 8.                                          | 10 september 2024                           | Hongarije – Bosnië en Herzegovina           | 0 – 0                                       | Nations League 2024/25 (Divisie A)          |                                             |  |
| 9.                                          | 11 oktober 2024                             | Hongarije – Nederland                       | 1 – 1                                       | Nations League 2024/25 (Divisie A)          |                                             |  |
| 10.                                         | 16 november 2024                            | Nederland – Hongarije                       | 4 – 0                                       | Nations League 2024/25 (Divisie A)          |                                             |  |
| 11.                                         | 19 november 2024                            | Hongarije – Duitsland                       | 1 – 1                                       | Nations League 2024/25 (Divisie A)          |                                             |  |
| Bijgewerkt tot 19 februari 2025             |                                             |                                             |                                             |                                             |                                             |  |

## Persoonlijk
Márton Dárda is de zoon van voormalig voetballer en trainer Pál Dárdai. Zijn broers Palkó en Bence zijn eveneens profvoetballer. Op 29 juli 2023 tijdens de thuiswedstrijd van Hertha BSC tegen Fortuna Düsseldorf stond Márton met zijn twee broers gelijktijdig op het veld bij de Berlijnse club terwijl zijn vader als coach op de bank zat.